# Herrania umbratica
Herrania umbratica es una especie de planta con flores de la familia Malvaceae. Es endémica de Colombia. 